# 秋山勝仁
秋山勝仁（日语：／ Akiyama Katsuhito，1950年1月29日—），日本男性動畫師、動畫演出家、動畫導演。出身於北海道。代表作是《閃電十一人》系列。

## 來歷
秋山勝仁作為動畫演出家的出道作品是《黑豹傳奇》（第36話）。剛入行時，他在GREEN BOX工作，負責導演《黑豹傳奇》、《百獸王五獅》、《雷鳥2086》等作品。
1990年代，他在動畫國際公司（AIC）工作，主要導演大運動會》、《魔法少女砂沙美》等電視動畫。
近年來除了AIC作品外，也參與了GONZO作品和OLM作品。

## 參加作品

### 執導作品

#### 電視動畫
1995年
- 神秘的世界（—1996年）

1996年
- 魔法少女砂沙美（—1997年）

1997年
- 大運動會（—1998年）

1999年
- 平行世界物語（日语：デュアル!ぱられルンルン物語）

2004年
- 馳風競艇王、馳風競艇王V（日语：モンキーターン (漫画)）

2005年
- 強殖裝甲加爾巴（—2006年）

2006年
- 南瓜剪刀[3]（—2007年）

2008年
- 閃電十一人（—2011年）※第27話至第84話間任總導演。

2011年
- 閃電十一人GO（—2012年）

2012年
- 閃電十一人GO 時空之石（—2013年）

2013年
- 閃電十一人GO 銀河（—2014年）

2016年
- 戰鬥陀螺Burst（—2017年）

2017年
- 戰鬥陀螺Burst 神（—2018年）※總導演。

2018年
- 戰鬥陀螺Burst 超Z（—2019年）※總導演。

2019年
- 戰鬥陀螺Burst GT（—2020年）※總導演。

2020年
- 戰鬥陀螺Burst 超王（—2021年）※總導演。

2021年
- 戰鬥陀螺Burst DB（—2022年）※總導演。

2023年
- 戰鬥陀螺X ※總導演[4]，同時負責分鏡。

#### 電影動畫
2014年
- 閃電十一人：超次元夢幻比賽（日语：イナズマイレブン 超次元ドリームマッチ）

#### OVA
1986年
- GALL FORCE（日语：ガルフォース）系列[1][2]（—1996年）※至新世紀篇。

1987年
- 泡泡糖危機（—1991年）※至PART4。

1988年
- 孔雀王 鬼還祭

1990年
- SOL BIANCA（日语：SOL BIANCA）

1991年
- 孔雀王3 櫻花豐穰

1992年
- BASTARD!! -暗黑的破壞神-（—1993年）

1994年
- 間之楔 (完結篇)

1995年
- 精靈使（日语：精霊使い） ※總導演。

2012年
- 間之楔 (重製版)

### 演出
1979年
- 黑豹傳奇（—1981年）※演出家出道作品。

1981年
- 百獸王五獅（—1982年）
- 衝鋒勝平（日语：ダッシュ勝平）（—1982年）
- 小麻煩千惠（—1983年）

1982年
- 雷鳥2086
- 超時空要塞（—1983年）

1983年
- 超時空世紀歐卡斯（—1984年）
- 機甲創世記莫斯比達（—1984年）※也負責分鏡。

1999年
- 太陽之船 SOL BIANCA（日语：太陽の船 ソルビアンカ）（OVA）
- 課長王子

2001年
- 魔法遊戲（日语：魔法遊戯）（—2002年）※也負責分鏡。

2002年
- 高校鐵拳傳（日语：高校鉄拳伝タフ）（OVA）※也負責分鏡。
- 超齡細公主（—2003年）※也負責分鏡。

2003年
- 最後流亡 ※也負責分鏡。

2007年
- 帝托拉傳奇（—2008年）※也負責分鏡。

### 分鏡
1999年
- 臣士魔法劇場 利斯基☆塞夫提（日语：臣士魔法劇場 リスキー☆セフティ）（—2000年）

2002年
- 十二國記
- 東京喵喵（—2003年）

2003年
- 偵探學園Q（—2004年）

2005年
- SoltyRei（—2006年）

2007年
- 櫻花大戰 New York·紐約（日语：サクラ大戦 ニューヨーク・紐育）（OVA）

2008年
- S·A特優生 ～Special A～（電視系列）

2014年
- Dragon Collection（日语：ドラゴンコレクション）

2015年
- 交給你了！奇蹟貓團（日语：おまかせ!みらくるキャット団）
- 你考古嗎？
- WORKING!!!

2021年
- 新幹線變形機器人 辛卡利昂Z

### 其它工作
2011年
- 劇場版 閃電十一人GO：究極之絆 獅鷲獸（電影動畫：導演協力）

2012年
- 劇場版 閃電十一人GO VS 紙箱戰機W（電影動畫：導演協力）

2014年
- GO-GO 塔麻可吉！（電視動畫：必殺技字幕）

## 相關項目
- AIC
- GONZO
- OLM
- 日本動畫師列表（日语：アニメ関係者一覧）